# Halalaimus southerni
Halalaimus southerni är en rundmaskart som beskrevs av Allgen 1953. Halalaimus southerni ingår i släktet Halalaimus och familjen Oxystominidae. Inga underarter finns listade i Catalogue of Life.